# Cancellariidae
Cancellariidae is een familie van weekdieren uit de klasse van de Gastropoda (slakken).

## Taxonomie

### Onderfamilies
- Admetinae Troschel, 1865
- Cancellariinae Forbes & Hanley, 1851
- Plesiotritoninae Beu & Maxwell, 1987

### Geslachten
- Admetula Cossmann, 1889
- Aphera H. Adams & A. Adams, 1854
- Axelella Petit, 1988
- Bivetia Jousseaume, 1887
- Bivetiella Wenz, 1943
- Bivetopsia Jousseaume, 1887
- Bonellitia Jousseaume, 1887
- Brocchinia Jousseaume, 1887
- Cancellaphera Iredale, 1930
- Cancellaria Lamarck, 1799
- Coptostoma Cossmann, 1899 †
- Coptostomella Finlay & Marwick, 1937 †
- Crawfordina Dall, 1919
- Euclia H. Adams & A. Adams, 1854
- Fusiaphera Habe, 1961
- Gerdiella Olsson & Bayer, 1973
- Gergovia Cossmann, 1899
- Habesolatia Kuroda, 1965
- Hertleinia Marks, 1949
- Inglisella Finlay, 1924
- Iphinopsis Dall, 1924
- Maorivetia Finlay, 1924 †
- Massyla H. Adams & A. Adams, 1854
- Merica H. Adams & A. Adams, 1854
- Mericella Thiele, 1929
- Microsveltia Iredale, 1925
- Mirandaphera Bouchet & Petit, 2002
- Narona H. Adams & A. Adams, 1854
- Nevia Jousseaume, 1887
- Nipponaphera Habe, 1961
- Oamaruia Finlay, 1924
- Paladmete Gardner, 1916
- Pallidonia Laseron, 1955
- Pepta Iredale, 1925
- Perplicaria Dall, 1890
- Plesiocerithium Cossmann, 1889 †
- Pristimerica Finlay & Marwick, 1937 †
- Pseudobabylonella Brunetti, della Bella, Forli & Vecchi, 2009
- Pyruclia Olsson, 1932
- Scalptia Jousseaume, 1887
- Solatia Jousseaume, 1887
- Sveltella Cossmann, 1889
- Sveltia Jousseaume, 1887
- Sydaphera Iredale, 1929
- Tatara Fleming, 1950
- Tribia Jousseaume, 1887
- Trigonaphera Iredale, 1936
- Trigonostoma Blainville, 1827
- Unitas Palmer, 1947 †
- Vercomaris Garrard, 1975
- Waipaoa Marwick, 1931